# Jicchak Saban
Jicchak Saban (hebrejsky: יצחק סבן) je izraelský politik a bývalý poslanec Knesetu za stranu Šas.

## Biografie
Narodil se 15. července 1952 v Izraeli. Sloužil v izraelské armádě, kde dosáhl hodnosti seržanta (Samal). Vystudoval střední školu. Pracoval jako účetní. Hovoří španělsky.

## Politická dráha
V izraelském parlamentu zasedl po volbách v roce 1999, v nichž kandidoval za stranu Šas. Do činnosti Knesetu se zapojil jako člen výboru pro ústavu, právo a spravedlnost, výboru finančního, výboru House Committee, výboru pro záležitosti vnitra a životního prostředí a výboru pro vzdělávání a kulturu.
Ve volbách v roce 2003 mandát neobhájil.